# Jorge Russek
Jorge Russek (Guaymas, 4 de janeiro de 1932 — 30 de julho de 1998) foi um ator mexicano.

## Filmografia
- "Huracán" (1997-1998)... Don Néstor Villareal
- "Pueblo chico, infierno grande" (1997)... Don Rosendo Esquigua
- "Cañaveral de pasiones" (1996)... Samuel Aldapa
- "Agujetas de color de rosa (1994-1995)... Pompeyo
- "Más allá del puente" (1994)... Don Fulgencio Rojas
- "La fuerza del amor" (1990)... Gustavo Romo
- "Días sin luna" (1990)... Rogelio Santamaría
- "El rincón de los prodigios" (1987-1988)
- "La gloria y el infierno" (1986)... Don Fernando Vallarta

## Prêmios e indicações

### TVyNovelas
| Ano  | Categoria             | Telenovela            | Resultado |
| ---- | --------------------- | --------------------- | --------- |
| 1997 | Melhor ator principal | Cañaveral de pasiones | Venceu    |
| 1991 | Melhor ator principal | Días sin luna         | Venceu    |